# Història de la gimnàstica a Catalunya
Breu història de la gimnàstica a Catalunya.

## Dels orígens a la Guerra Civil
La gimnàstica fou un dels primers esports que es practicà a Catalunya i data de començaments del segle xix. Inicialment fou una activitat lligada a les pràctiques militars, però ja cap a la segona meitat de segle començaren a aparèixer els gimnasos privats. Fou el 1860, a Barcelona, on Joaquim Ramis obrí el primer gimnàs privat. Pere Garcia i Corbera obrí el seu el 1868. Les dues darreres dècades del segle xix destacaren els gimnasos Solé, Gibert, Santanach, Colon, Rovira, Bricall, Monràs a Barcelona o Tomàs Martí i Josep Seyarols a Tarragona. També instituïren gimnasos diverses entitats com la Sociedad Gimnástica Gerundense, l'Sport Figuerense o la Societat Velocipèdica a Reus i un gimnàs a instància del bisbe Josep Costa a Lleida. Els gimnasos foren, a més, jocs de reunió dels amants de l'esport de l'època i en ells es gestaren diverses entitats com el FC Barcelona, l'Hispània AC i el CN Barcelona (gimnàs Solé) o el FC Català (gimnàs Tolosa).
El 1887 es creà l'Associació Gimnàstica Catalana per Narcís Masferrer i David Ferrer i Mitayna, que fou la principal valedora de la refundació de la Federación Gimnàstica Española el 1898 a Barcelona, i que establí entre els seus objectius promoure el cross-country, el foot-ball, el lawn-tennis, el ciclisme, entre altres esports.
El 1886 es fundà el Club Gimnàstic de Tarragona per fomentar la gimnàstica. Fou un veritable pioner en la democratització interna de les entitats esportives, destacat temps més tard en el món del futbol. El primer president en fou Joan Estil·les. Les principals seccions es crearen el 1914 (futbol), 1916 (tennis), 1917 (excursionisme), 1920 (atletisme), 1922 (boxa), 1924 (hoquei). Adoptà el professionalisme el 1926.
Jaume Garcia i Alsina (fill de Pere Garcia i Corbera) va obrir el gimnàs Garcia Alsina l'any 1904. En aquest gimnàs començà impartir gimnàstica sueca, una forma de gimnàstica sense aparells ideada per Per Henrik Ling. Un altre impulsor d'aquesta modalitat fou Jaume Vila i Capdevila, als gimnasos Tolosa i Vila.
La Federació Catalana de Gimnàstica neix l'any 1923 per iniciativa del doctor Carles Comamala amb el nom de Confederació Gimnàstica Catalana, essent el mateix Comamala el primer president.
El 1933 es crea el Centre Gimnàstic Barcelonès.
El 1942 Armand Blume inaugura es seu gimnàs i imparteix classes a les Escoles Maristes. Fou l'iniciador d'una important nissaga de gimnastes.

## De la Guerra Civil a l'actualitat
L'any 1954 comença a practicar-se la gimnàstica artística femenina a Catalunya. Durant els anys 50 la gimnàstica catalana domina el panorama estatal, tant en categoria masculina com femenina. Per damunt de tothom destacà Joaquim Blume, considerat per molts especialistes el millor gimnasta català i espanyol de tots els temps, i que morí en accident aeri l'any 1959. Altres gimnastes destacats foren, en categoria femenina Elena Blume (germana de Joaquim), Renata Müller i Leni Sànchez Blume (filla d'Elena), i en homes Lluís Abaurrea, l'etern segon. Els triomfs de la Federació Catalana són totals any rere any, i, concretament, el 1955, els 8 primers classificats al campionat d'Espanya foren catalans.
Entre 1956 i 1958 la Federació Catalana organitzà tres Premis de Barcelona amb la participació dels millors especialistes del moment.
L'any 1969 s'inicià el Criterium Internacional Ciutat de Barcelona, Memorial Joaquim Blume. Començà en la modalitat de gimnàstica artística masculina, afegint-se el 1971 la femenina amb el nom de Trofeu Internacional Catalunya. L'any 1985 s'instaurà la Copa Internacional de gimnàstica rítmica. Aquestes proves han estat en determinades ocasions puntuables per a la Copa d'Europa. L'any 1991 foren proves test per als Jocs Olímpics de Barcelona 1992 i serviren per inaugurar el Palau Sant Jordi. Altres competicions destacades organitzades per la Federació són el Campionat de Catalunya de gimnàstica, la Copa Catalana (iniciada l'any 1989) o diversos encontres internacionals de la selecció catalana.
La gimnàstica és durant aquesta època un esport eminentment minoritari. Als anys 70 sobresortiren els gimnastes catalans Albert Llorens i Aurora Morata. El millor gimnasta espanyol dels anys 80 fou el català Miquel Soler. Una de les modalitats més reeixides a partir dels 80 és la gimnàstica rítmica. Aquests primers anys destacà Marta Canton, als 80, i la lleidatana Carme Acedo, que fou quarta als jocs olímpics de Barcelona, així com Núria Cabanillas, medalla d'or per equips a Atlanta el 1996. A la gimnàstica artística destacà Joana Juárez, cinquena al Mundial del Japó de 1995 a l'especialitat de terra. Els darrers anys el gimnasta més destacat ha estat Gervasi Deferr, medalla d'or als Jocs Olímpics de Sydney 2000 i Atenes 2004 i medalla d'argent a Pequín 2008.

## Gimnastes destacats
Dècada de 1950
- Joaquim Blume Carreras
- Lluís Abaurrea
- Elena Blume
- Enric Montserrat Foj
- Josep Maria Vallvé
- Ramon Terraza

Dècada de 1960
- Elena Artamendi García
- Montserrat Artamendi García
- Rosa Balaguer Torres
- Carme Maria Gonzàlez Resina
- Renata Müller Von-Rathlef
- Alfred Rodon i Loran
- Lluís Valbuena García
- Leni Sánchez Blume

Dècada de 1970
- Pepita Sánchez Soler
- Albert Llorens
- Aurora Morata Salvador

Dècada de 1980
- Miquel Soler Escudero
- Marta Canton Gutiérrez
- Marta Artigas i Masdeu
- Lídia Castillejo Soriano
- Núria Belchi Ibáñez
- Antoni Fraguas Castany
- Ana Olvido Manso Gallego
- Miquel Àngel Rubio Anguita

Dècada de 1990
- Carme Acedo Jorge[2]
- Montserrat Martín López
- Núria Cabanillas Provencio
- Joana Juárez Roura
- Laura Martínez Ruiz
- Elisabeth Valle Romero

Dècada de 2000
- Gervasi Deferr Ángel
- Oriol Combarros Vilaseca
- Marta Cusidó Muntada
- Víctor Cano Segura
- Susanna García Escrich
- Tània Gener Cordero
- Esther Moya Salvador
- Núria Velasco Pardo
- Andreu Vivó Tomàs